# 4AD
4AD is een Engels onafhankelijk platenlabel. Het werd in 1979 opgericht door Ivo Watts-Russell en Peter Kent.
Oorspronkelijk heette het Axis Records. Dit werd snel veranderd in 4AD, omdat de naam al in gebruik was. 4AD staat voor forward.In 1980 verliet Peter Kent 4AD en begon een ander label, Situation Two Records. Hierna werd grafisch ontwerper Vaughan Oliver aangetrokken voor het ontwerpen van platenhoezen. Populaire bands uit de beginjaren waren onder meer Modern English, Cocteau Twins en Bauhaus. Nadat Throwing Muses en Pixies een contract hadden getekend, kwam de nadruk meer te liggen op de Amerikaanse underground rockmuziek. 
In de jaren 90 opende 4AD een kantoor in Los Angeles. In 1999 verkocht Ivo Watts-Russell 4AD aan the Beggars Group.

## Bij het label aangesloten artiesten
| - 50 Foot Wave - St. Vincent - Ariel Pink's Haunted Graffiti - Beirut - Blonde Redhead - Bon Iver - Brendan Perry - Camera Obscura - Cass McCombs - Celebration - Daughter - Deerhunter - Dry Cleaning - Efterklang - Emma Pollock - Grimes - Joker - Kristin Hersh - Lisa Gerrard | - M. Ward - Magnétophone - Minotaur Shock - Mojave 3 - Neil Halstead - Purity Ring - Rachel Goswell - Scott Walker - Sybarite - Tanya Donelly - The Breeders - The Mountain Goats - The National - Throwing Muses - Tune-Yards - TV on the Radio - Twin Shadow - Zomby |

## In het verleden bij het label aangesloten artiesten
| - Air Miami - The Amps - A R Kane - Daniel Ash & Glenn Campling - Tom Baril - Bauhaus - Bearz - Belly - Heidi Berry - Frank Black - Bettie Serveert - The Birthday Party - Michael Brook - Harold Budd/Elizabeth Fraser/ Robin Guthrie/Simon Raymonde - Bulgarian Voices - Clan of Xymox - Cocteau Twins - Colourbox - Cuba - Cupol - Dance Chapter - Dead Can Dance - Dif Juz - The Fast Set - Frazier Chorus - Lisa Germano - Lisa Gerrard & Pieter Bourke | - B. C. Gilbert & G. Lewis - The Glee Club - GusGus - Rene Halkett & David Jay - His Name Is Alive - The Hope Blister - Rowland S. Howard & Lydia Lunch - In Camera - Insides - Matt Johnson - Lakuna - Last Dance - Liquorice - Lydia Lunch - Lush - M/A/R/R/S - Mass - Vinny Miller - Modern English - My Captains - Colin Newman - Pieter Nooten/Michael Brook - The Paladins - Pale Saints - The Past 7 Days - Piano Magic - Pixies - Psychotik Tanks | - Red Atkins - Red House Painters - Rema-Rema - Richenel - Scheer - Shox - Kendra Smith - Sort Sol - Spirea X - Spoonfed Hybrid - Starry Smooth Hound - Swallow - Tarnation - That Dog - The The - Thievery Corporation - This Mortal Coil - 23 Envelope - Ultra Vivid Scene - Underground Lovers - Unrest - v23 - The Wolfgang Press - Xmal Deutschland - Hans Zimmer & Lisa Gerrard |

## 4AD Sessions
De 4AD Sessions zijn een serie van video-opnames met verschillende acts van het label 4AD. De artiesten spelen covers en alternatieve versies van hun eigen nummers. De opnames zijn terug te vinden op de website van het label.
Afleveringen
Session 000: Deerhunter
1. "Cum Horizon (Improvisation)"
2. "Springhall Convent"
3. "Microcastle"
4. "Saved By Old Times"
5. "Never Stops"
6. "Backspace Century (Version II)"
7. "Calvary Scars"

Session 001: Tune-Yards
1. "Real Live Flesh"
2. "Little Tiger"
3. "Powa"
4. "Hatari"
5. "Jumping Jack"

Session 002: Efterklang
1. "I Was Playing Drums"
2. "Alike"
3. "Me Me Me the Brick House"
4. "Modern Drift"

Session 003: Ariel Pink's Haunted Graffiti
1. "Menopause Man"
2. "Spires In The Snow"
3. "Little Wig"
4. "Flashback"
5. "L'Estat (According to the Widow's Maid)"

Session 004: Stornoway
1. "Fuel Up"
2. "On The Rocks"
3. "Here Comes The Blackout"
4. "Watching Birds"

Session 005: Blonde Redhead
1. "Here Sometimes"
2. "Love Or Prison"
3. "Will There Be Stars"
4. "Oslo"
5. "Not Getting There"

Session 006: Broken Records
1. "A Leaving Song"
2. "A Darkness Rises Up"
3. "You Know You’re Not Dead"
4. "The Motorcycle Boy Reigns"
5. "Home"

Session 007: Twin Shadow
1. "Castles In The Snow"
2. "At My Heels"
3. "Forget"
4. "Slow"

Session 008: Gang Gang Dance
1. "Chinese High"
2. "Mindkilla/KOU-DA-LEY"
3. "Adult Goth/Bond"
4. "Glass Jar"

Session 009: Iron and Wine
1. "Tree By The River"
2. "Biting Your Tail"
3. "Big Burned Hand"
4. "Half Moon"
5. "Upwards Over The Mountain"

Session 010: St. Vincent
1. "Chloe In The Afternoon"
2. "Surgeon"
3. "Strange Mercy"
4. "Year Of The Tiger"

Session 011: The Big Pink
1. "Stay Gold"
2. "Hit The Ground (Superman)"
3. "Velvet"
4. "Rubbernecking"
5. "Give It Up"

Session 012: Bon Iver
1. "Hinnom, TX"
2. "Wash."
3. "I Can't Make You Love Me"
4. "Babys"
5. "Beth/Rest"

Session 013: Mark Lanegan
1. "The Gravedigger's Song"
2. "St. Louis Elegy"
3. "Riot In My House"
4. "Harborview Hospital"

Session 014: SpaceGhostPurrp
1. "Mystikal Maze"
2. "Get Yah Head Bust"
3. "Don't Give A Damn"

Session 015: Indians
1. "I Am Haunted"
2. "Magic Kids"
3. "New"

Session 016: Camera Obscura
1. "Break It To You Gently"
2. "Desire Lines"
3. "Every Weekday"
4. "New Year's Resolution"
5. "Fifth In Line To The Throne"

Session 017: SOHN
1. "Artifice"
2. "The Wheel"
3. "Bloodflows"